# Djarum

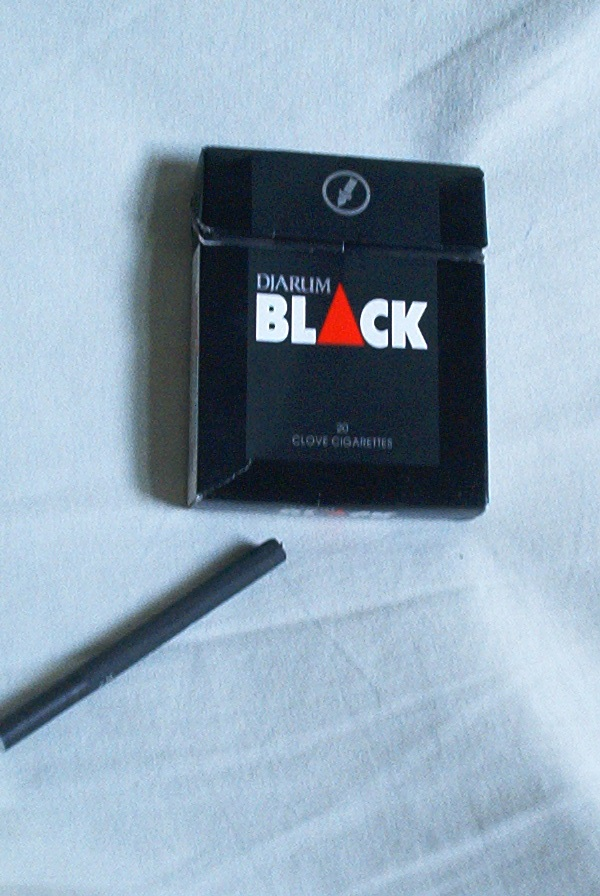
Djarum Black

Djarum Indonésia é uma indústria de tabaco que surgiu explorando os cigarros-de-cravo (kretek). Atualmente, empresa também tem uma linha empresarial fora dos negócios de tabaco.
A proporção chega a quase um terço de cravo em cada cigarro. Sua história se confunde com o início das exportações já que muito apreciado por turistas que visitavam a Indonésia por volta  de 1900, só em 1950 é que surge a ideia de produzir e exportar com  os padrões mundiais obrigatórios. Atualmente exporta para mais de 50 países e é o maior empregador particular da Indonésia com 75 mil funcionários diretos. 
A empresa teve um grande aumento de popularidade no mercado norte-americano nas décadas de 80 e 90.